# Väinö Leskinen

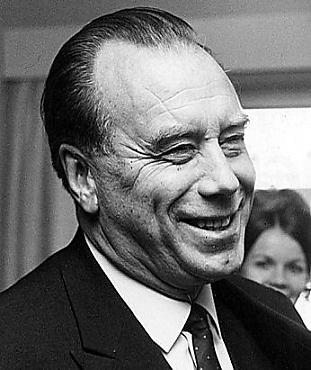
Väinö Leskinen (1964)

Väinö Olavi Leskinen (* 8. März 1917 in Helsinki; † 8. März 1972 ebenda) war ein finnischer Politiker. Während der Kriegsjahre der Sozialdemokratischen Partei Finnlands beigetreten, gehörte er in den unmittelbaren Nachkriegsjahren zur Gruppe der so genannten Waffenbrudersozialisten, welche die dezidiert antikommunistische Politik der Partei lenkte. Leskinen war zwischen 1952 und 1959 Minister in vier Regierungen und entwickelte sich in dieser Zeit zum politischen Gegenspieler von Präsident Urho Kekkonen. In den Fünfzigerjahren war er einer der Protagonisten in schweren innerparteilichen Machtkämpfen, die schließlich zur Parteispaltung führten. In deren Zuge brachte er die Sozialdemokratische Partei unter seine Kontrolle, geriet aber in der Folge mitsamt der Partei in die politische Isolation, die insbesondere durch außenpolitische Spannungen im Verhältnis zur Sowjetunion begründet war. 1963 musste Leskinen aus seinen Parteiämtern weichen. Dank einer spektakulären politischen Kehrtwende und der damit verbundenen Annäherung an seine bisherigen politischen Gegner schaffte Leskinen die Rückkehr in die Politik und war 1968 bis 1971 zunächst Wirtschafts-, später Außenminister.

## Herkunft und frühe Jahre
Väinö Leskinen wurde als Sohn einer Arbeiterfamilie in Helsinki geboren. Bald nach seiner Geburt siedelte die Familie nach Siuntio um, um den Gewalttätigkeiten in der Folge des Bürgerkrieges zu entgehen. In dieser damals noch rein schwedischsprachigen Gemeinde war Väinö zum Besuch der schwedischen Volksschule gezwungen und erwarb so Sprachkenntnisse, die seiner politischen Laufbahn später förderlich wurden. Der junge Leskinen war ein ehrgeiziger und guter Sportler. Im Jahr 1937 errang er bei der Arbeiterolympiade in Antwerpen zwei Goldmedaillen im Brustschwimmen. Anders als seine Altersgenossen ähnlicher Herkunft kam Leskinen durch seine Sportreisen früh in Kontakt mit fremden Kulturen und Sprachen.
Nach kurzem Jurastudium nahm Leskinen 1939/40 als Frontsoldat am Winterkrieg mit der Sowjetunion teil. Nach dem Krieg begann seine politische Karriere mit der Wahl zum Generalsekretär des Arbeitersportbundes (Työväen Urheiluliitto, TUL). Im gleichen Sommer schloss er sich der Sozialdemokratischen Partei (SDP) sowie dem soeben gegründeten Finnischen Waffenbrüderbund (Suomen Aseveljien Liitto) an, der eine Unterstützungsorganisation für Veteranen sowie Kriegswitwen und -waisen war, aber als Sammelbecken antikommunistischer Kräfte auch politisches Gewicht hatte.
Während des 1941 begonnenen finnisch-sowjetischen Fortsetzungskrieges erwarb sich Leskinen Ruhm als Kompaniekommandant des erfolgreichen Infanterieregiments 26, des so genannten Ässä-Regiments, bevor er im August 1941 verwundet wurde und nicht mehr an die Front zurückkehrte. Er wurde nun zum Generalsekretär des Waffenbrüderbundes gewählt. Die fast 4000 Mitglieder des Ässä-Regiments mit ihren Familien bildeten nach dem Krieg den Kern des politischen Rückhalts Väinö Leskinens.
Leskinens charakterliche Eigenschaften brachten ihm während seiner gesamten Laufbahn viele Anhänger, aber auch Kritiker ein. Er pflegte den Lebensstil eines Bohemien, oft auch verbunden mit übermäßigem Alkoholgenuss. Er liebte Wortspiele und grobe Scherze, sei es auch auf Kosten seiner Gesprächspartner. Urho Kekkonen bezeichnete ihn als einen Bohemien auch in der Politik. Grundsätzliche und ideologische Überlegungen waren ihm nicht fremd, blieben aber oft zweitrangig hinter seinem spontanen und ungeduldigen Aktionismus. Politik verstand er immer auch als Wettbewerb und Glücksspiel: „Das Leben ist ein Spiel, ob man gewinnt oder verliert.“

## Politische Tätigkeit bis 1955
Nach dem Krieg gehörte Väinö Leskinen zur einflussreichen Gruppe der so genannten Waffenbrudersozialisten, welche in den ersten Nachkriegsjahren die pointiert antikommunistische Politik der Sozialdemokratischen Partei bestimmte. In den frühen Fünfzigerjahren war Leskinen Minister in verschiedenen Regierungen Finnlands. In dieser Zeit entwickelte sich ein Konkurrenzverhältnis zum Landbund und zu dessen Führungspersönlichkeit Urho Kekkonen.

### Waffenbrudersozialismus
In der Sozialdemokratischen Partei wurde Leskinen 1944 zum Delegierten des im November 1944 abzuhaltenden Parteitages gewählt. Der Parteitag geriet zur Konfrontation zwischen den Vertretern der bisherigen Parteilinie und der so genannten Friedensopposition. Finnland hatte im September mit der Sowjetunion einen Separatfrieden geschlossen. Die Sozialdemokratische Partei hatte während des Krieges die Politik des Landes in der Regierung mitgetragen, während die Vertreter der Friedensopposition den Separatfrieden bereits seit 1943 gefordert hatten. Letztere forderten nun eine deutliche Abkehr von der alten Politik und eine Zusammenarbeit mit den wieder erstarkenden finnischen Kommunisten. Väinö Leskinen verteidigte auf dem Parteitag energisch die bisherige Politik und deren Personifizierung Väinö Tanner, der in den Kriegsjahren Außen- und Wirtschaftsminister gewesen war. Die Mehrheit der Delegierten schloss sich schließlich dieser Linie an. Ein Teil der in der Minderheit Verbliebenen wechselte in der Folge zu der von den Kommunisten gegründeten Wahlorganisation Demokratische Union des Finnischen Volkes, während andere als parteiinterne Opposition verblieben.
Der Waffenbrüderbund wurde im Januar 1945 auf Verlangen der alliierten Kontrollkommission aufgelöst. Für Väinö Leskinen blieben seine sozialdemokratischen Mitstreiter aus dem Waffenbrüderbund jedoch auf Jahre hinaus die wichtigste Bezugsgruppe in der Sozialdemokratischen Partei. In der Partei wurden die so genannten Waffenbrudersozialisten, die in den Nachkriegsjahren mit großer Geschlossenheit auftraten, zu einem bedeutenden Machtfaktor. Die Kerngruppe bildete Väinö Leskinen gemeinsam mit Unto Varjonen und Penna Tervo. Der Parteitag 1944 wählte Varjonen zum Parteisekretär. Kurz darauf wurde Leskinen zum Organisationssekretär der Partei bestimmt. Als Varjonen 1946 Chefredakteur des Parteiorgans Suomen Sosialidemokraatti wurde, bestimmte der Parteitag Leskinen zu seinem Nachfolger. Gemeinsam mit Leskinen wurden auch Varjonen und Tervo in den Parteivorstand gewählt.

### Antikommunistische Kampagnen
Unto Varjonen und Väinö Leskinen wurden zur Personifizierung der antikommunistischen Linie der Sozialdemokratischen Partei. In der finnischen Innenpolitik herrschte zu diesem Zeitpunkt die Besorgnis, dass die Kommunisten einen Umsturzversuch unternehmen könnten. Im Herbst 1946 initiierte Leskinen die Kampagne „Kämpfende Sozialdemokratie“, in deren Rahmen die Partei den Kampf gegen die Kommunisten mit Plakaten und Reden führte. Im Jahr 1948 spitzte sich der Konflikt zu, als gleichzeitig der Wahlkampf für die Parlamentswahl und für die Wahl zur Delegiertenversammlung des Arbeitersportbundes geführt wurde. Leskinen nahm in beiden Wahlkämpfen eine prominente Stellung ein und war auch Ziel der schärfsten Kritik der Kommunisten, die ihm vor allem seine Aktivitäten während des Krieges vorhielten.
Die Kampagne Leskinens wurde allerdings auf ihrem Höhepunkt unterbrochen. Am 6. April 1948 war Leskinen in einen Autounfall verwickelt, bei dem ein Kind zu Tode kam. Den Wagen fuhr der betrunkene Parlamentsabgeordnete Walter Kuusela. Leskinen lag zu diesem Zeitpunkt, ebenfalls betrunken, auf der Rückbank. Er hatte den Wagen bereits zuvor in den Graben gefahren. Leskinen wurde zu fünf Monaten Haft ohne Bewährung verurteilt. Seine Autorität in der Partei wie auch seine persönlichen Beziehungen wurden schwer beschädigt. Nach Ableistung seiner Haftstrafe nahm Leskinen seine Tätigkeit als Parteisekretär wieder auf. In der nach den Wahlen von der Regierung seines Parteigenossen Karl-August Fagerholm eingeleiteten Zurückdrängung der Kommunisten aus zentralen staatlichen Positionen spielte er aber keine zentrale Rolle.
Väinö Leskinen war in der ersten Nachkriegswahl 1945 in das finnische Parlament gewählt worden. Infolge des Skandals um seine Trunkenheitsfahrt zog er 1948 seine Kandidatur für das Parlament zurück. Erst 1951 kehrte er in das Parlament zurück, dem er sodann bis 1970 durchgehend angehören sollte.

### Regierungsbeteiligungen und Parteipolitik
In den rasch wechselnden Regierungen der frühen Fünfzigerjahre nahm Leskinen dreimal Ministerposten ein. Vom 26. November 1952 bis zum 8. Juli 1953 war er Sozialminister in der dritten Regierung unter Urho Kekkonen. Vom 5. Mai 1954 bis zum 19. Oktober desselben Jahres gehörte er der Regierung von Ralf Törngren als Innenminister an. Dieses Ressort behielt er auch im unmittelbaren Anschluss in der fünften Regierung Kekkonen.
Trotz seiner Beteiligung an Kekkonens Regierungen wurde aus Leskinen aber einer von Kekkonens schärfsten Kritikern. Zu den Streitpunkten gehörten wirtschaftspolitische Verteilungskämpfe in dieser von starker Inflation und dauernden Arbeitskämpfen geprägten Zeit. Hier stießen die von den Sozialdemokraten vertretenen Arbeiterinteressen auf die Interessen der von Kekkonens Landbund protegierten Landwirtschaft. Außenpolitisch orientierte sich die SDP in erster Linie Richtung Westen und zu ihren Schwesterparteien in den nordischen Ländern, während Kekkonen besondere Betonung auf die freundschaftlichen Beziehungen zur Sowjetunion legte. Die Differenzen zwischen Kekkonen und Leskinen gingen ins Persönliche, als im Februar 1953 ein geheimes wirtschaftliches Reformprogramm an die Öffentlichkeit drang, dessen Verwirklichung hierdurch unmöglich gemacht wurde. Kekkonen machte Innenminister Leskinen für diesen Vorgang verantwortlich.
Für die Parlamentswahlen im Jahr 1954 gab Leskinen die Devise aus: „Der Landbund muss zerschlagen werden.“ Dieses Ziel wurde bereits im Ansatz verfehlt, der Landbund gewann zwei Mandate hinzu. Auf dem Parteitag 1955 wurde Kritik an der fehlgeschlagenen Negativkampagne des Parteisekretärs laut. Ebenso zum Gegenstand heftiger Kritik wurden von Leskinen in den Jahren 1954 und 1955 unternommene Versuche, die Beziehungen der Partei mit der Sowjetunion auf eine neue Grundlage zu stellen. Im Zuge seiner Reisen als Sportfunktionär hatte Leskinen nicht nur persönliche Kontakte mit sowjetischen Funktionären geknüpft, sondern mit diesen auch über offizielle Beziehungen auf Parteiebene gesprochen. Diese Vorstöße, die mit Leskinens bisheriger Politik im Widerspruch zu stehen schienen, waren mit den Parteigremien nicht abgesprochen und stießen dort auf wenig Verständnis.

## Protagonist der Parteispaltung
Im Verlauf der Fünfzigerjahre wurde die Sozialdemokratische Partei zunehmend von inneren Streitereien und Machtkämpfen zerrissen. Am Ende des Jahrzehnts führte diese Entwicklung zur Spaltung der Partei. Diese Entwicklung war mit der Person und Politik Väinö Leskinens eng verknüpft. Die um Leskinen gruppierten Sozialdemokraten wurden daher gemeinhin als das Leskinen-Lager (leskisläiset) bezeichnet.

### Zerfall der Waffenbrudersozialisten
Ihren Ausgangspunkt nahm der parteiinterne Zerfallsprozess in einer drastischen Verschlechterung der persönlichen Beziehungen zwischen Leskinen und seinen Mitstreitern der Nachkriegszeit. Das Verhältnis zwischen Väinö Leskinen und Unto Varjonen wurde bereits ab 1946 belastet, als Varjonen, der vielen zu bürgerlich gesinnt war, zunehmend aus der Politik verdrängt wurde. Im Jahr 1949 schlug Leskinen eine neue Besetzungsliste für den Parteivorstand vor, auf welcher der Name Varjonen fehlte, 1952 schied Varjonen dann tatsächlich aus dem Vorstand aus. Die Beziehung zwischen den beiden Waffenbrüdern brach ab.
Weiter reichende Folgen hatte das Zerwürfnis mit Penna Tervo. Nach Einschätzung des Leskinen-Biografen Tuomas Keskinen war beiden Männern vor allem der Machthunger gemeinsam. Ferner sei Tervo schon seit langem durch die im privaten Bereich immer wieder vorkommenden auf seine Kosten gehenden Späße Leskinens gereizt gewesen. Den Bruch verursachte schließlich ein Vorfall im Herbst 1952, als Tervo, seinerzeit Wirtschaftsminister der dritten Regierung Kekkonen, in der Messehalle in Helsinki eine Festrede in sichtlich betrunkenem Zustand gehalten hatte. Ungeachtet seiner eigenen Vergangenheit als verurteilter Trunkenheitsfahrer verlangte Leskinen in der Folge den sofortigen Rücktritt Tervos aus der Regierung.
Neben diesen persönlichen Differenzen begannen sich auch politische Unterschiede abzuzeichnen. Während Leskinen im Grunde Oppositionspolitiker blieb, begannen der seit 1946 amtierende Parteivorsitzende der SDP, Emil Skog, sowie Penna Tervo im Verlauf der Regierungszusammenarbeit mit Urho Kekkonen größeres Verständnis insbesondere für dessen außenpolitische Linie zu zeigen. Im einsetzenden Zerfallsprozess der sozialdemokratischen Bewegung spielten inhaltliche Fragen jedoch gegenüber persönlichen Differenzen eine untergeordnete Rolle.

### Entstehen der Fronten
Der Machtkampf begann in der Sportpolitik. Diese hatte seit der Unabhängigkeit Finnlands hervorgehobene gesellschaftliche Bedeutung, da der Sport von allen politischen Richtungen zum Zwecke der ideologischen Bindung der Jugend eingesetzt wurde. Spannungsfelder bestanden einerseits zwischen dem Arbeitersportbund (TUL) und seinem bürgerlichen Gegenpol, dem Nationalen Sportbund Finnlands (SVUL), andererseits innerhalb des TUL, in dem Sozialdemokraten und Kommunisten um die Vorherrschaft rangen.
Leskinen war seit 1951 Vorsitzender des TUL. In den Folgejahren versuchte er auf verschiedenen Wegen, eine Annäherung und einen möglichen Zusammenschluss mit dem SVUL zu erreichen. Seine Vorstöße wurden jedoch mehrfach im Verbandsrat abgelehnt. Leskinens ehemaliger Assistent Pekka Martin nahm schließlich 1954 mit Penna Tervo Kontakt auf und beide beschlossen, Leskinen vom Vorsitz zu verdrängen. Dies gelang ihnen nach erbitterten Streitigkeiten. Entscheidend wurde die Versammlung der Bezirksversammlung Helsinki im Februar 1955, in welcher die Anhänger Leskinens in der sozialdemokratischen Gruppe die Mehrheit bildeten, die Anhänger Tervos sich aber mit Hilfe der kommunistischen Vertreter durchsetzten. Leskinens Anhänger zogen sodann aus der Versammlung aus, und in der Folge beschuldigten sich beide Lager gegenseitig, die parteiinternen Verhaltensregeln gebrochen zu haben.
Auf dem Parteitag der SDP 1955 sah sich Leskinen heftiger Kritik ausgesetzt. Die Teilung auch der Partei in zwei Lager wurde hier bereits offensichtlich, wobei dem Lager Leskinen hier in der öffentlichen Wahrnehmung das Lager Skog gegenüberstand. Auf diesem Parteitag konnte der Bruch noch einmal vermieden werden. Leskinen stimmte der Wiederwahl Skogs zum Parteivorsitzenden zu, Leskinen blieb Parteisekretär. Es stellte sich jedoch heraus, dass die Mehrheit des neuen Parteivorstandes hinter Skog stand. Leskinen zog sich sodann im September aus der Regierung zurück, um sich ganz dem Machtkampf in der Partei widmen zu können.
Leskinen gründete ein eigenes Korrespondenzbüro, genannt „der Bunker“, von welchem aus er begann, gezielt auf die Einberufung eines außerordentlichen Parteitages hinzuarbeiten. Er konnte sich dabei auf den Großteil der Parteipresse stützen, die offen gegen die Parteiführung schrieb. Letztere sah sich genötigt, eine eigene neue Publikation ins Leben zu rufen, um den eigenen Standpunkt vertreten zu können. Dies wurde wiederum von Leskinens Anhängern propagandistisch ausgeschlachtet. Schließlich gelang es Leskinen, eine genügende Anzahl von Parteibezirken dazu zu bringen, einen außerordentlichen Parteitag zu fordern. Dieser wurde für den 21. April 1957 einberufen.

### Eskalation
Im Vorfeld des Parteitages führten beide Lager einen erbitterten Kampf um die Mehrheit der Delegierten, der beidseitig auch umfänglich mit Scheinmitgliedern und Phantomorganisationen geführt wurde. Für das Amt des Parteivorsitzenden präsentierten beide Seiten altgediente Kompromisskandidaten. Für das Leskinen-Lager trat Väinö Tanner an, für die Anhänger Skogs, der selbst auf die Kandidatur verzichtete, Karl-August Fagerholm. Der Parteitag wählte schließlich Tanner mit 95 Stimmen bei 94 Gegenstimmen.
In der nun folgenden Eskalation spielte Väinö Leskinen eine zentrale Rolle. Die Gruppe um Emil Skog verlangte eine Unterbrechung des Parteitages, damit über die Besetzung der weiteren Posten, insbesondere desjenigen des Parteisekretärs, verhandelt werden könne. Die Mehrheit um Leskinen lehnte dies ab. Daraufhin zog die in der Minderheit gebliebene Gruppe geschlossen aus dem Parteitag aus. Unmittelbar danach ergriff Leskinen das Wort, kritisierte die Skog-Gruppe scharf und schlug seinen Anhänger Kaarlo Pitsinki als Parteisekretär vor. Dieser wurde von den verbliebenen Delegierten einstimmig gewählt. Erst dann wurde eine Verhandlungspause anberaumt, um die Besetzung des Parteivorstandes zu verhandeln. In diesen Verhandlungen zeichnete sich eine Lösung ab, in welcher der Vorstand paritätisch besetzt worden wäre, wobei der Vorsitzende Tanner den Ausschlag gegeben hätte. Dieser Lösung widersetzte sich Leskinen, da so seine Mehrheit von Tanners Wohlwollen abgehangen hätte. Der Kompromiss scheiterte, und schließlich wählte der Parteitag einen Vorstand, der ausschließlich mit Leskinen-Anhängern besetzt war.
Damit war die Spaltung der Partei praktisch besiegelt. Die Anhänger Skogs formierten sich bald in einer eigenen Partei, dem Sozialdemokratischen Bund der Arbeiter- und Kleinbauernschaft (TPSL). Im gleichen Zuge spalteten sich auch die Gewerkschaften Finnlands. Die Einheit der sozialdemokratischen Bewegung konnte erst in den Siebzigerjahren wiederhergestellt werden.

## Politischer Abstieg
Nach dem Parteitag von 1957 gehörte Väinö Leskinen zu den mächtigsten Politikern in der Sozialdemokratischen Partei. Gleichzeitig nahm die Entwicklung jedoch eine Richtung, die infolge außenpolitischer Isolation zunehmend als Sackgasse erschien. Im Zusammenwirken mit persönlichen Rückschlägen brachte diese Entwicklung Leskinen 1963 ins politische Abseits. Der Leskinen-Biograf Tuomas Keskinen fasst die Geschehnisse wie folgt zusammen:

„Der totale Sieg des Bunkers im Jahr 1957 führte die Partei fort von der Verantwortung für die Belange des Landes, verursachte Wahlniederlagen und führte schließlich zu Leskinens Verdrängung, zu seiner totalen Niederlage.“

### Im außenpolitischen Gegenwind
In der unmittelbaren Nachkriegszeit hatte sich Väinö Leskinen als kompromissloser Antikommunist profiliert und sich damit zwangsläufig auch in Widerstreit zur Sowjetunion gebracht. In den Fünfzigerjahren, besonders 1954 und 1955, ergriff Leskinen verschiedene Initiativen, um neue freundschaftliche Beziehungen zu den Entscheidungsträgern des östlichen Nachbarn zu knüpfen. In der Folge hatte Leskinen bis 1957 funktionierende Gesprächskontakte zu den sowjetischen Vertretern in Finnland. Die Ereignisse des Parteitags 1957 führten hier aber zu einer radikalen Änderung. Der neue Parteivorsitzende Tanner gehörte aus Sicht der Sowjetunion zu den hauptsächlichen Kriegsschuldigen und war als politischer Gesprächspartner eine Unperson. Nachdem Tanner auf Leskinens Betreiben Vorsitzender geworden war, wurden neben Tanner auch die SDP als Ganzes und Leskinen persönlich zum Gegenstand heftiger Angriffe der sowjetischen Presse.
Bald stellte sich auch heraus, dass die feindselige Haltung der Sowjetunion auch konkrete politische Folgen hatte. Nach der Parlamentswahl 1958 wurde am 29. August 1958 eine parlamentarische Mehrheitsregierung unter Karl-August Fagerholm gebildet. Dieser gehörten neben der SDP alle bürgerlichen Parteien des Mitte-rechts-Spektrums an. Leskinen übernahm das Amt des Sozialministers. Bald nach dem Amtsantritt der Regierung fror die Sowjetunion praktisch alle Beziehungen zu Finnland ein. Die hochrangigen diplomatischen Vertreter in Helsinki wurden auf unbestimmte Zeit nach Moskau abberufen, die Verhandlungen über verschiedene wichtige Handelsverträge ausgesetzt. Der in dieser so genannten „Nachtfrostkrise“ entstehende massive außenpolitische Druck aus Moskau führte im Januar 1959 zum Sturz der Regierung.
Das Ausmaß des Gegenwindes schien in erheblichem Maße mit Leskinens Beteiligung zusammenzuhängen. Wie Leskinen überhaupt in die Regierung gelangt war, ist bis heute nicht gänzlich geklärt. Tuomas Keskinen hebt hervor, dass die SDP die Regierungsbeteiligung anstrebte, um aus der politischen Isolation auszubrechen. Zu Leskinens Rolle führt er aus:

„Die Schwäche der Sozialdemokratischen Partei waren damals die schlechten Beziehungen zur Sowjetunion. Eine noch größere Belastung war, dass der Geschäftsführer und Abgeordnete Väinö Leskinen noch schlechtere Beziehungen hatte. Für alle Beobachter der Politik wurde allmählich klar, dass jedenfalls der Name Väinö Leskinen auf der Ministerliste der neuen Regierung nicht auftauchen sollte.“

So hatte auch der Verhandlungsführer des Landbundes, Johannes Virolainen, Präsident Kekkonen versprochen, dass er sich an keiner Regierung beteiligen werde, in der Tanner oder Leskinen Minister sind. Trotzdem erschien Leskinen auf der Vorschlagsliste des künftigen Ministerpräsidenten Fagerholm und wurde schließlich auch von Virolainen akzeptiert. Leskinen hatte offenbar selbst unbedingt in der Regierung mitwirken wollen. Über die Frage, wer für die Entscheidung die Verantwortung trug, kam es später zu wechselseitigen Schuldzuweisungen zwischen Fagerholm und der Parteiführung.

### Tiefpunkt
Die beschriebene Entwicklung ließ Väinö Leskinen als profiliertesten Gegenpol zur Außenpolitik Urho Kekkonens erscheinen. Während diese auf eine durch die Verständigung mit der Sowjetunion ermöglichte Neutralitätspolitik zielte, stand in der öffentlichen Wahrnehmung Leskinen für eine westorientierte, von der Sowjetunion betont unabhängige Politik. In der Folge der Nachtfrostkrise und aufgrund dieser Linie gerieten die Sozialdemokratische Partei sowie Leskinen persönlich in die politische Isolation. Eine Regierungsbeteiligung schien auf absehbare Zeit nicht in Frage zu kommen.
Die persönliche Laufbahn Leskinens erhielt im September 1960 erneut einen empfindlichen Schlag, als er zum zweiten Mal bei einer Trunkenheitsfahrt ertappt wurde. Es folgte eine fünfmonatige Haftstrafe, die er als Arbeitsdienst beim Flughafenbau in Mariehamn auf Åland verbüßte. Trotz Aufforderung durch den Parteivorsitzenden Tanner gab Leskinen sein Parlamentsmandat nicht auf. Jedoch führte die Haftstrafe dazu, dass Leskinen an den politischen Wirren im Vorfeld der Präsidentschaftswahl 1962 unbeteiligt blieb.
Der Parteitag der Sozialdemokraten im Juni 1963 bedeutete das Ende der Amtszeit des nunmehr 82-jährigen Vorsitzenden Väinö Tanner. Bereits im Vorfeld zeichnete sich ab, dass der neue Parteivorsitzende Rafael Paasio heißen würde. Auf dem ehemaligen Präsidentschaftskandidaten und prominenten Vertreter der nach parteiinterner Versöhnung strebenden so genannten „dritten Linie“ lagen die Hoffnungen auf eine Überwindung der Parteispaltung. Paasio machte allerdings zur Bedingung seiner Kandidatur, dass Väinö Leskinen nicht mehr in den Parteivorstand gewählt wird.
In seiner ausführlichen Parteitagsrede legte Leskinen Rechenschaft über die Parteipolitik der vergangenen Jahre ab und erklärte, die Partei stehe nun besser da als vor ihrer Spaltung. An die Delegierten appellierte er, sich in Personalentscheidungen nicht außenpolitischem Druck zu beugen. Die Beschneidung von Positionen in der Parteiführung auf Druck von außen verglich er mit der Situation des von der Sowjetunion besetzten Estland. Leskinens Rede erzielte nicht die gewünschte Wirkung. Paasio setzte sich gegen den von Leskinens Anhängern aufgestellten Veikko Helle durch, woraufhin Leskinen auf die Kandidatur zum Parteivorstand verzichtete.

## Neuorientierung und Wiederaufstieg
Die politische Karriere Väinö Leskinens befand sich 1963 in der Sackgasse. Aus dieser befreite er sich durch eine aufsehenerregende politische Kehrtwende, in deren Verlauf er Brücken zu seinen alten Widersachern schlug. So leitete er eine Entwicklung ein, die ihm 1968 den Weg in die Regierung öffnete.

### „Zeit zum Streiten, Zeit zur Versöhnung“
Im Juni 1963 fand sich der Parlamentsabgeordnete Väinö Leskinen ohne ein bedeutendes politisches Amt wieder. In dieser Situation begann er, seine Positionen zu überdenken und nach einer neuen, erfolgversprechenderen politischen Richtung zu suchen. Im Jahr 1964 vollführte er schließlich eine politische Kehrtwende. Er suchte den Kontakt zu Präsident Kekkonen wie auch zu den finnischen Kommunisten. Besondere Mühe verwandte er darauf, Beziehungen zu sowjetischen Diplomaten herzustellen. Er versicherte nun, hinter der durch Kekkonen verkörperten außenpolitischen Linie zu stehen, freundschaftliche Beziehungen mit der Sowjetunion anzustreben und eine Regierungszusammenarbeit der Sozialdemokraten mit den Kommunisten zu befürworten.
An die Öffentlichkeit ging Leskinen mit seiner neuen politischen Linie in seiner Rede vor der Bezirksversammlung Helsinki der SDP am 15. Oktober 1965. In der Rede behandelte er eingehend die Beziehungen der Partei zur Sowjetunion, zum Präsidenten Finnlands sowie zu den heimischen Kommunisten. In allen drei Beziehungen hob er die Notwendigkeit der Versöhnung hervor:

„In der Politik gibt es Zeit zum Streiten und Zeit zur Versöhnung. Jetzt ist es Zeit zur Versöhnung. Wir Sozialdemokraten haben zum Beispiel miteinander gekämpft, wenn wir unterlegen waren, und untereinander, wenn wir größeren Einfluss auf die Politik nehmen konnten. Treffen wir jetzt eine umgekehrte Entscheidung.“

Bald nach der Rede kam es zur Aussprache Leskinens mit Kekkonen. In der Folge erschienen beide regelmäßig auf der gleichen Seite der politischen Debatte. Leskinen setzte sich seither dafür ein, dass die Sozialdemokraten sich bei der Präsidentschaftswahl 1968 hinter Kekkonen stellen sollten, was schließlich auch geschah. Auch die Eröffnung von Beziehungen zu den Kommunisten gelang. Gemeinsam mit Aarne Saarinen, seit Februar 1966 Vorsitzender der Kommunistischen Partei Finnlands, arbeitete er ab 1966 aktiv an der Überwindung der Spaltung der Gewerkschaftsbewegung.
In mehreren inoffiziellen Treffen mit Sowjetvertretern, in denen diese zunächst mit Zurückhaltung auf die Kehrtwende Leskinens reagierten, hatte Leskinen Fehler in der Vergangenheit eingeräumt. Nach seiner Versöhnungsrede und dem Wahlsieg der Sozialdemokraten erhielt Leskinen im April 1966 eine offizielle Einladung nach Moskau. Bei seiner Rückkehr setzte er sich energisch für die Bildung der so genannten Volksfrontregierung aus SDP, Landbund, TPSL und Volksdemokraten unter Ministerpräsident Rafael Paasio ein. Leskinen selbst beteiligte sich an der Regierung aber nicht.

### Innerparteilicher Machtkampf
Der schnelle Umschwung und die Aktionsfreude Leskinens fanden in seiner Partei nicht nur Freunde. Der Parteivorsitzende Paasio befand sich zwar grundsätzlich auf der gleichen Linie, wollte aber wesentlich behutsamer vorgehen. Als Paasio im November 1966 zum Staatsbesuch nach Moskau reiste, versorgte Leskinen ihn im Voraus ungefragt mit ausführlichen schriftlichen Ratschlägen, wie Paasio die Normalisierung der Beziehungen der finnischen Sozialdemokratischen Partei zu den Sowjetkommunisten vorantreiben sollte. Paasio hingegen war nicht gewillt, auf einem Staatsbesuch in seiner Rolle als Ministerpräsident über Parteibeziehungen zu sprechen.
Hierüber enttäuscht griff Leskinen auf dem unmittelbar nach der Reise beginnenden Parteitag der SDP den Vorsitzenden ungewöhnlich scharf an. Bereits vor diesen Ereignissen waren die Beziehungen zwischen Leskinen und Paasio schlecht gewesen. Der politisch wieder erstarkte Leskinen strebte abermals nach hohen Parteiämtern, dabei stellte Paasio aber ein Hindernis dar. Neben der Verärgerung über die Ergebnislosigkeit der Moskaureise gehörte zu Leskinens Motiven daher auch eine Verschiebung der Machtverhältnisse in der Partei. Der Versuch schlug jedoch fehl. Die vehementen Angriffe gegen Paasio wendeten die allgemeine Stimmung gegen Leskinen selbst. Dies hatte zur Folge, dass Leskinen erneut nicht in den Parteivorstand gewählt wurde.
Dies änderte nichts daran, dass weite Parteikreise mit Paasio unzufrieden waren. Als dessen Regierung nach der Präsidentschaftswahl 1968 allgemeiner politischer Übung entsprechend zurücktrat, um eine neue Regierungsbildung zu ermöglichen, beschloss der Parteirat, dass die Ämter des Regierungschefs und des Parteivorsitzenden unvereinbar seien. An diesem Beschluss hatte die Überzeugungsarbeit Leskinens und seiner Unterstützer erheblichen Anteil.
Paasio blieb schließlich Vorsitzender. Das Amt des Regierungschefs ging an Mauno Koivisto. In dieser Konstellation konnte sich Leskinen ein Ministerressort sichern. Am 22. März 1968 übernahm Väinö Leskinen nach zehnjähriger Regierungsabstinenz das Amt des Wirtschaftsministers.

## Wirtschaftsminister und Außenminister
Als Wirtschaftsminister trieb Leskinen nachdrücklich Projekte zur weiteren Industrialisierung Finnlands voran. In seine von 1968 bis 1970 dauernde Amtszeit fiel der wirtschaftspolitische Konflikt um die Anschaffung des ersten finnischen Kernkraftwerks. War dieses ursprünglich unter internationalen Anbietern nach wirtschaftlichen Gesichtspunkten ausgeschrieben worden, entbrannte bald ein politisches Tauziehen, in dem auch die Glaubwürdigkeit der finnischen Neutralitätspolitik in Frage gestellt wurde. Das Ausschreibungsverfahren wurde schließlich abgebrochen, das Kraftwerk ohne Ausschreibung aus der Sowjetunion gekauft, während bestimmte sicherheitsrelevante Komponenten aus dem Westen beschafft wurden. Diese Verhandlungen führte Leskinen federführend. Das Gleiche gilt für die Gespräche über die Anschaffung von Elektrolokomotiven, welche die Sowjetunion angeboten hatte, für die es aber auch finnische Anbieter gab. Leskinen handelte schließlich die Anschaffung aus der Sowjetunion zu ungewöhnlich günstigen Bedingungen aus, wobei er sich aber in Konflikt mit der Mehrheit seiner eigenen Partei begab.
Durch seine politische Wendung war Leskinen die Rückkehr an die Spitze der Politik gelungen. Gleichzeitig hatte er jedoch seine traditionelle Wählerschaft, die Veteranen des Ässä-Regiments, von sich entfremdet. Diese hatten in ihm all diejenigen Grundüberzeugungen geschätzt, die er nun über Bord geworfen hatte. In einem Wahlsystem, in dem der Einzug in das Parlament von den persönlichen Stimmen für den Kandidaten abhängt, blieb dies nicht folgenlos. In der Parlamentswahl 1970, in welcher die Regierungsparteien eine schwere Niederlage erlitten, verlor Väinö Leskinen sein Parlamentsmandat.
Leskinen schien damit die Grundlage für weitere hohe politische Ämter entzogen. Präsident Urho Kekkonen kam Leskinen in dieser Situation zu Hilfe und ernannte ihn im Mai 1970 zum Außenminister der neuen Übergangsregierung unter Teuvo Aura. Traditionell stand dem Präsidenten unabhängig von der sonstigen Zusammensetzung der Regierung das Recht zur Bestimmung des Außenministers zu. Leskinen erhielt dieses Amt auch in der im Juli folgenden neuen Volksfrontregierung unter Ahti Karjalainen.
Die Amtszeit Leskinens als Außenminister war außenpolitisch ereignisreich. In sie fielen zahlreiche Staatsbesuche, darunter in der Sowjetunion und in den Vereinigten Staaten, die Verlängerung des Freundschaftsvertrages mit der Sowjetunion, der Beginn der SALT-Verhandlungen in Helsinki und das Vorantreiben des KSZE-Prozesses. Leskinens eigenständiger Beitrag in diesen Angelegenheiten war gering, da die Außenpolitik souverän von Präsident Kekkonen geleitet wurde. Die Zusammenarbeit mit dem Präsidenten war aber vertrauensvoll, wenngleich dieser ihn wiederholt zur Mäßigung im Alkoholgenuss auffordern musste. Die Ministerkarriere Leskinens endete mit dem Bruch der Regierungskoalition am 29. Oktober 1971.

## Krankheit und Tod

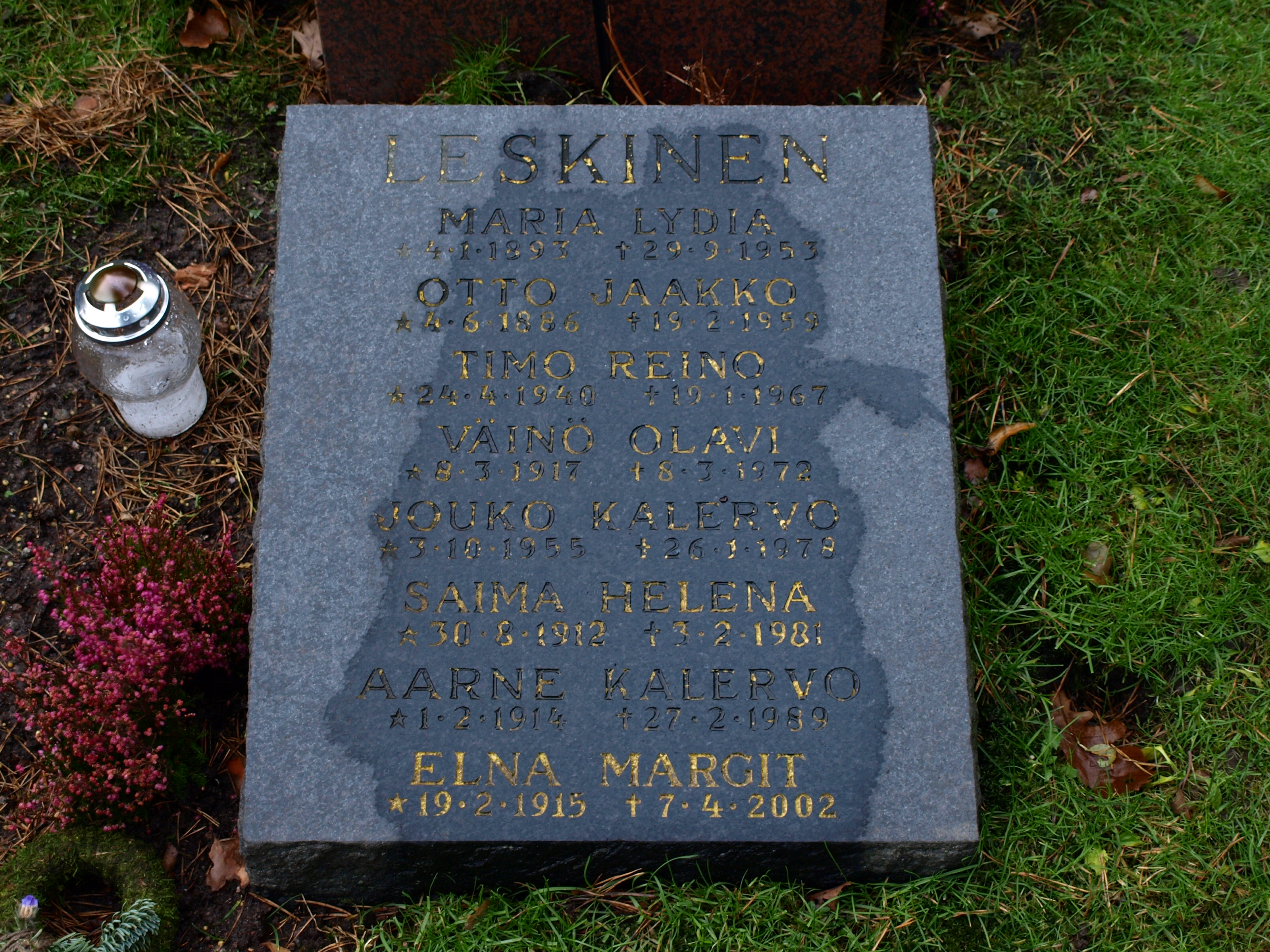
Leskinens Grabstätte

Der Abschied vom Außenministerium stellte gleichzeitig das Ende der politischen Laufbahn Leskinens dar. In die neue Übergangsregierung von Teuvo Aura wurde er nicht mehr benannt. Bereits während seiner Amtszeit als Minister hatte er wiederholt mit Herzrhythmusstörungen zu kämpfen. Im Juni 1971 hatte er während einer Türkeireise einen Anfall, im Juni während des Besuchs von Nicolae Ceaușescu in Helsinki einen weiteren, der ihm diesmal einige Wochen Krankenhausaufenthalt einbrachte. Im September musste Leskinen sich erneut im Krankenhaus behandeln lassen.
Trotzdem entwickelte Leskinen neue Pläne für ein politisches Comeback. Zu dessen Vorbereitung begann er mit den Arbeiten an einer zweibändigen Autobiographie. Diese kamen jedoch über das Anfangsstadium nicht mehr hinaus. Am 8. März 1972, seinem 55. Geburtstag, erlitt Väinö Leskinen beim Skilanglauf einen erneuten Herzinfarkt, dem er vor seiner Ankunft im Krankenhaus erlag. Väinö Leskinen hinterließ vier Söhne: Tapio, Osmo, Jouko und Väinö. Von seiner Frau Margit (1915–2002), die er 1941 geheiratet hatte, war er 1971 geschieden worden.

## Schriften
- Asevelisosialismista kansanrintamaan. Kirjayhtymä, Helsinki 1967 (zitiert: Leskinen).